# Jordi XII de Kartli i Kakhètia
Jordi XII fou rei de Kartli i Kakhètia del 1798 al 1800. Nascut el 9 d'octubre de 1746, era fill d'Irakli II de Kartli i Kakhètia i la reina Anna. Declarat hereu de les dues Geòrgies, Ksnai, Tianeth, Aghja-Qala, Loré i Fanbakh, pel seu pare el 1766. Al morir el pare el succeí el 14 de gener de 1798 i va ésser reconegut pel tsar el 22 de febrer del 1799 essent coronat el 5 de desembre de 1799
Casat el 1766 amb Kthavan (+1782), filla del príncep Papuna Andronikashvili, Governador de Kiziq. De segones es va casar el 1783 amb Mariami Khatha (+1850)
Va morir a Tbilisi el 28 de desembre del 1800 i el va succeir el seu fill David (XII de Kartli i III de Kakhètia)